# Hueva
Hueva é um município da Espanha na província de Guadalajara, comunidade autónoma de Castilla-La Mancha, de área  km² com população de 138 habitantes (2007) e densidade populacional de 4,32 hab/km².

## Demografia
| Variação demográfica do município entre 1991 e 2004 | Variação demográfica do município entre 1991 e 2004 | Variação demográfica do município entre 1991 e 2004 | Variação demográfica do município entre 1991 e 2004 |
| --------------------------------------------------- | --------------------------------------------------- | --------------------------------------------------- | --------------------------------------------------- |
| 1991                                                | 1996                                                | 2001                                                | 2004                                                |
| 148                                                 | 151                                                 | 134                                                 | 138                                                 |

HUEVA - Banda brasileira do gênero SCREAM, formada no fim de 2008.
banda de Jaboticabal, interior de São Paulo , seu principal trabalho é "vozes no funeral" e "libertar".
Formação atual:
Jhonny (vocal/scream/guitarra)
Fill (vocal)
Matt (Baixo)
Rick  (guitarra solo)
Lee (bateria)
a banda ja passou por outras formação entre elas os seguintes membros:
Leonardo arcenio ( guitarra solo)
gabriel (guitarra base)
korg(guitarra solo)
Lucas (vocal)
Mariele Ramone (vocal)

...